# Diapensiovité
Diapensiovité (Diapensiaceae) je malá čeleď vyšších dvouděložných rostlin z řádu vřesovcotvaré (Ericales). Jsou to vesměs nevelké byliny a polokeře s jednoduchými listy a pravidelnými pětičetnými květy. Jsou rozšířeny v počtu asi 18 druhů v severním mírném a arktickém pásu. V Evropě tuto čeleď zastupuje jediný druh, diapensie laponská. V České republice neroste.

## Popis
Zástupci čeledi jsou vytrvalé byliny a polokeře se vzpřímenými, poléhavými nebo plazivými stonky. Rostliny jsou povětšině lysé, bez chlupů. Listy jsou střídavé nebo vstřícné, lodyžní nebo v přízemní růžici, bez palistů, řapíkaté nebo přisedlé. Čepel listů je celokrajná nebo pilovitá. Květy jsou oboupohlavné, pravidelné, pětičetné, jednotlivé nebo v koncových hroznech. Kališní a korunní lístky jsou volné nebo na bázi srostlé. Tyčinek je 5, často se zploštělými nitkami, u některých zástupců je v květech navíc ještě 5 šupinovitých či lžicovitých staminodií. Semeník je svrchní, srostlý ze 3 (5) plodolistů, se 3 komůrkami a jedinou čnělkou. Blizna je hlavatá nebo lehce trojlaločná. Plodem je tobolka s 10 až mnoha semeny. Semena jsou hnědá, s dužnatým endospermem.

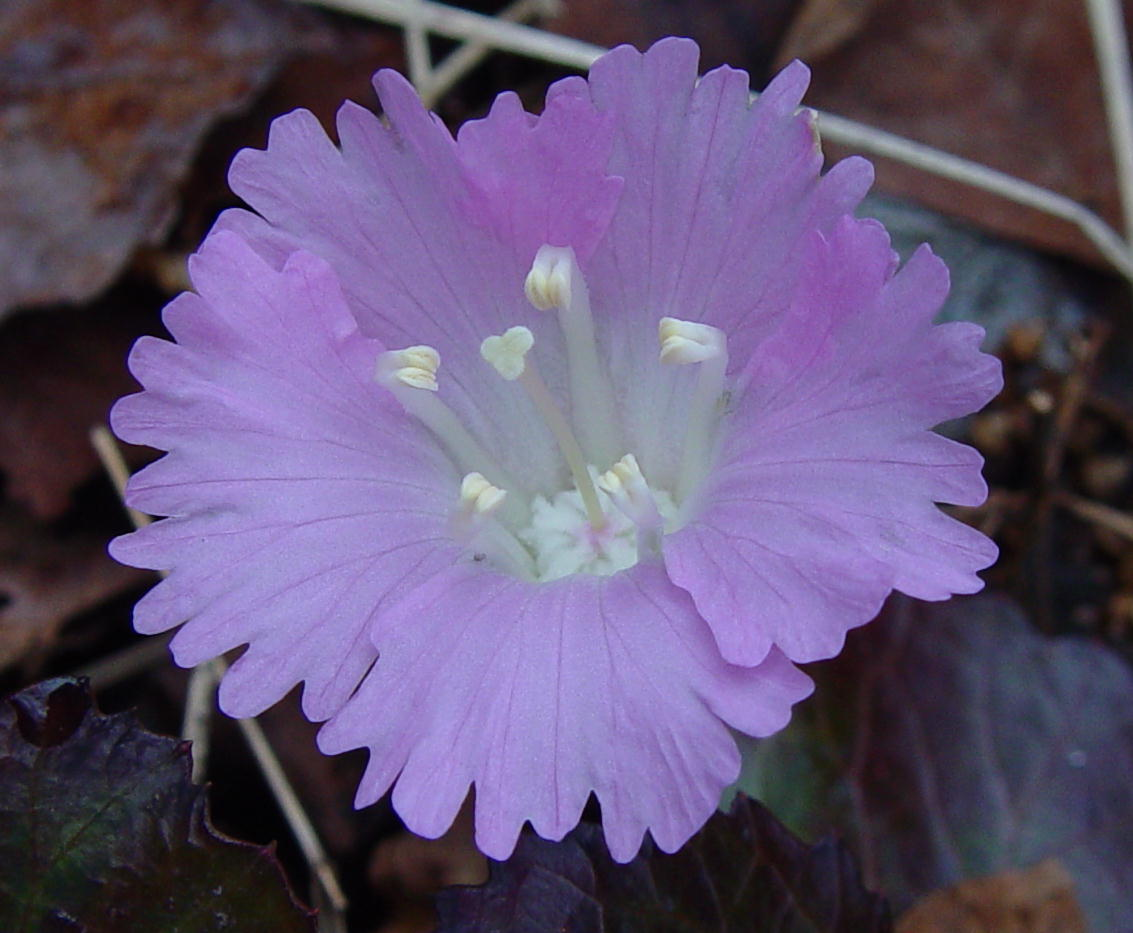
Detail květu Shortia uniflora
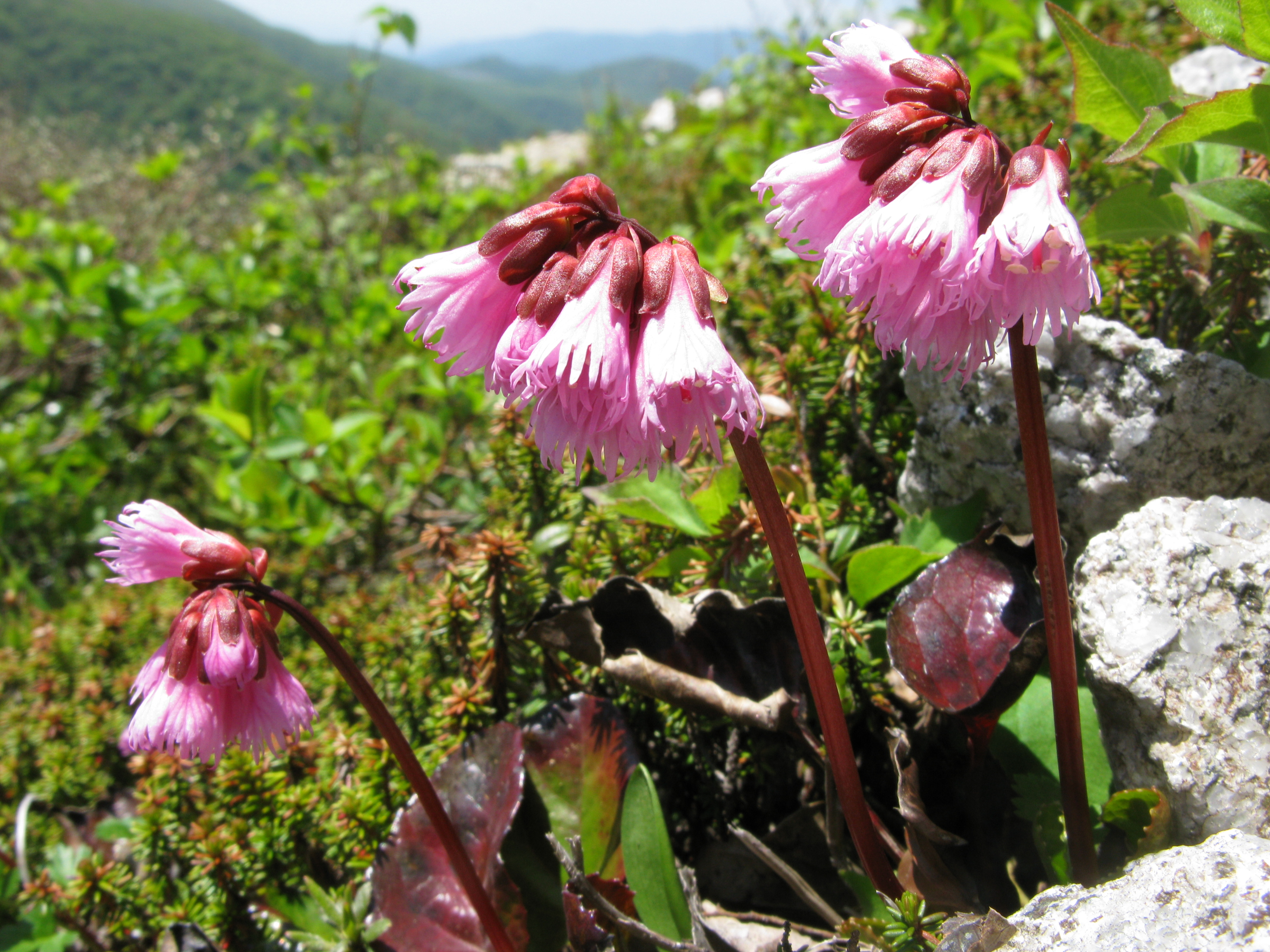
Schizocodon soldanelloides
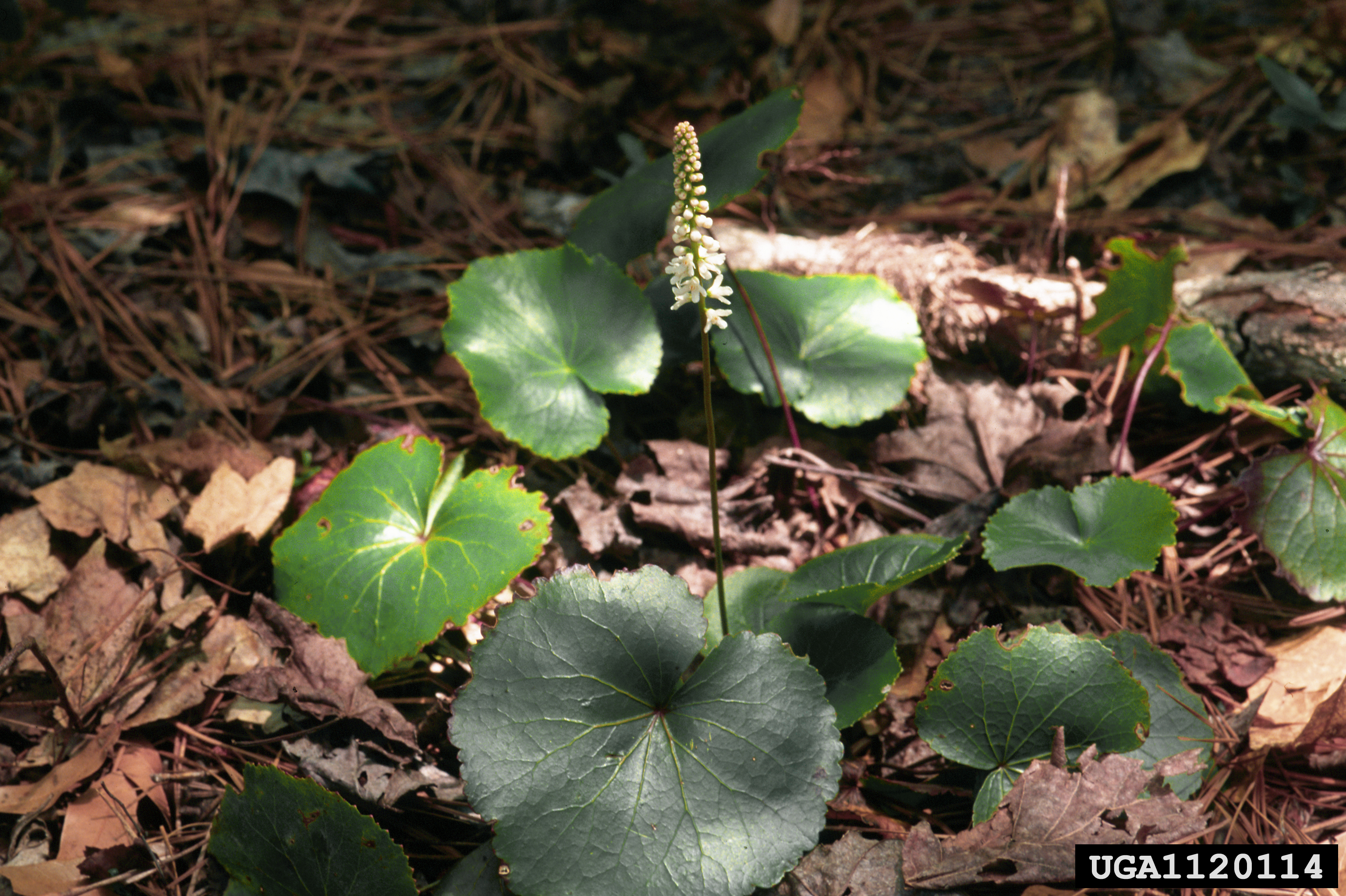
Galax urceolata
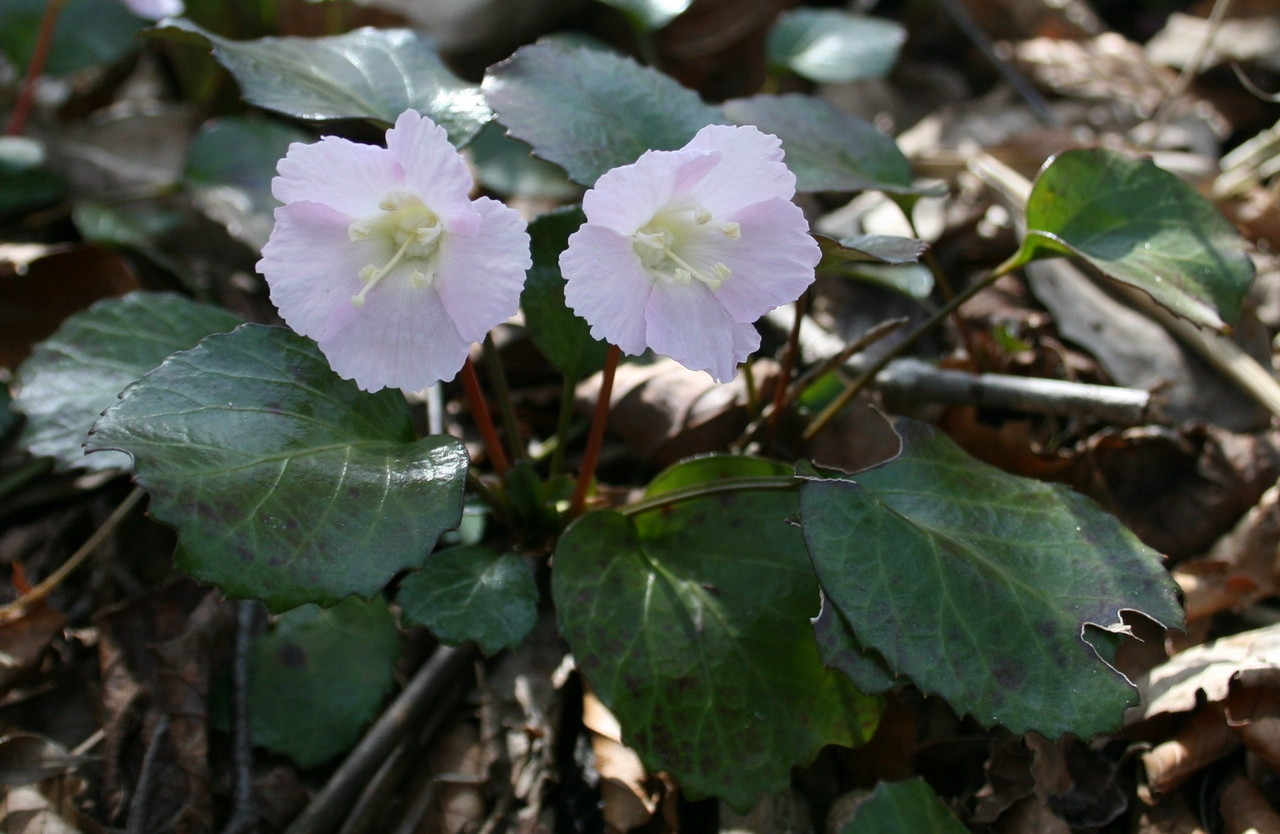
Shortia uniflora

## Rozšíření
Čeleď zahrnuje 18 druhů v 6 rodech. Je rozšířena v arktickém a mírném pásu severní polokoule. Vyskytuje se v Severní Americe, Evropě a Asii. V evropské květeně je zastoupena jediným druhem diapensie laponská (Diapensia lapponica), rozšířeným na severu Skandinávie, na Islandu a ve Skotsku.

## Taxonomie
V minulosti byla čeleď Diapensiaceae řazena nejčastěji do samostatného řádu Diapensiales (Tachtadžjan, Cronquist), případně do řádu Cornales (Dahlgren).
Diapensiaceae tvoří sesterskou větev s čeledí sturačovité (Styracaceae), přičemž obě tyto čeledi spolu s čeledí samoduťovité (Symplocaceae) tvoří monofyletickou skupinu v rámci řádu Ericales.

## Zástupci
- diapensie (Diapensia)
- galax (Galax)
- shortie (Shortia)
- schizokodon (Schizocodon)[5]

## Význam
Některé druhy jsou pěstovány jako skalničky.

## Přehled rodů
Berneuxia, Diapensia, Galax, Pyxidanthera, Schizocodon, Shortia